# الی اسیری
الی اسیری (انگلیسی: Allie Esiri؛ زادهٔ ۲۶ ژانویه ۱۹۶۷) بازیگر و نویسنده اهل بریتانیا است.
از فیلم‌ها یا مجموعه‌های تلویزیونی که وی در آن‌ها نقش داشته‌است، می‌توان به پوآرو اشاره نمود.